# October (альбом)
October (укр. Жовтень) — другий студійний альбом ірландського гурту U2, виданий 12 жовтня 1981 року лейблом Island Records; продюсером виступив Стів Ліллівайт. Альбом був лірично натхненний членством Боно, Еджа та Ларрі Маллена у християнській групі під назвою «Shalom Fellowship», і, відповідно, містить духовні та релігійні теми. Їх участь у «Shalom Fellowship» змусила їх поставити під сумнів зв'язок між християнською вірою та «рок-н-рольним» стилем життя і загрожувала розпадом гурту.
Після завершення третього етапу Boy Tour у лютому 1981 року U2 почали писати новий матеріал для альбому «October», увійшовши до студії звукозапису в липні 1981 року. Як і для свого дебютного альбому Boy гурт обрав для запису студію Windmill Lane Studios. Запис ускладнився втратою Боно портфеля з текстами нових пісень, що змусило гурт поспішати та імпровізувати, щоб завершити альбом вчасно.
Виходу власне альбому передував головний сингл «Fire» у липні 1981 року, а вихід другого синглу «Gloria» співпав з релізом платівки. Альбом отримав змішані відгуки та обмежену кількість ротацій на радіо. У 2008 році вийшло перевидання альбому «October».

## Список пісень
Автор музики і слів U2, Боно написав слова. 
| Сторона А | Сторона А                          | Сторона А  |
| #         | Назва                              | Тривалість |
| --------- | ---------------------------------- | ---------- |
| 1.        | «Gloria»                           | 4:14       |
| 2.        | «I Fall Down»                      | 3:39       |
| 3.        | «I Threw a Brick Through a Window» | 4:54       |
| 4.        | «Rejoice»                          | 3:37       |
| 5.        | «Fire»                             | 3:51       |

| Сторона В | Сторона В                    | Сторона В  |
| #         | Назва                        | Тривалість |
| --------- | ---------------------------- | ---------- |
| 1.        | «Tomorrow»                   | 4:39       |
| 2.        | «October»                    | 2:21       |
| 3.        | «With a Shout (Jerusalem)»   | 4:02       |
| 4.        | «Stranger in a Strange Land» | 3:56       |
| 5.        | «Scarlet»                    | 2:53       |
| 6.        | «Is That All?»               | 2:59       |
| 41:05     |                              |            |

### Перевиданий альбом (2008 Remix Deluxe Edition)
Автор музики і слів U2. 
| #     | Назва                                                                                     | Оригінальний реліз                      | Тривалість |
| ----- | ----------------------------------------------------------------------------------------- | --------------------------------------- | ---------- |
| 1.    | «Gloria» (Live at Hammersmith Palais, Лондон -- 6 грудня, 1982)                           | BBC Radio 1 (8 січня, 1983)             | 4:43       |
| 2.    | «I Fall Down» (Live at Hammersmith Palais, Лондон -- 6 грудня, 1982)                      | BBC Radio 1 (8 січня, 1983)             | 3:02       |
| 3.    | «I Threw a Brick Through a Window» (Live at Hammersmith Palais, Лондон -- 6 грудня, 1982) | BBC Radio 1 (8 січня, 1983)             | 3:52       |
| 4.    | «Fire» (Live at Hammersmith Palais, Лондон -- 6 грудня, 1982)                             | BBC Radio 1 (8 січня, 1983)             | 3:32       |
| 5.    | «October» (Live at Hammersmith Palais, Лондон -- 6 грудня, 1982)                          | BBC Radio 1 (8 січня, 1983)             | 2:22       |
| 6.    | «With a Shout» (BBC session -- 3 вересня, 1981)                                           | BBC Radio 1 (8 вересня, 1981)           | 3:34       |
| 7.    | «Scarlet» (BBC session - 3 вересня, 1981)                                                 | BBC Radio 1 (8 вересня, 1981)           | 2:46       |
| 8.    | «I Threw a Brick Through a Window» (BBC session - 3 вересня, 1981)                        | BBC Radio 1 (8 вересня, 1981)           | 4:18       |
| 9.    | «A Celebration»                                                                           | "A Celebration" сингл                   | 2:57       |
| 10.   | «J. Swallo»                                                                               | "Fire" сингл                            | 2:20       |
| 11.   | «Trash, Trampoline and the Party Girl»                                                    | "A Celebration" сингл                   | 2:36       |
| 12.   | «I Will Follow» (Live at The Paradise, Бостон -- 6 березня, 1981)                         | "Gloria" сингл                          | 3:44       |
| 13.   | «The Ocean» (Live at The Paradise, Бостон -- 6 березня, 1981)                             | "Fire" single                           | 2:15       |
| 14.   | «The Cry / The Electric Co.» (Live at The Paradise, Бостон -- 6 березня, 1981)            | "Fire" сингл (без "Send in the clowns") | 4:28       |
| 15.   | «11 O'Clock Tick Tock» (Live at The Paradise, Бостон -- 6 березня, 1981)                  | "Fire" single                           | 4:57       |
| 16.   | «I Will Follow» (Live from Hattem -- 14 травня, 1982)                                     | "I Will Follow" (Live) сингл            | 3:52       |
| 17.   | «Tomorrow» (Common Ground remix)                                                          | Common Ground збірка                    | 4:36       |
| 59:46 |                                                                                           |                                         |            |

## Ключові особи
- Боно — вокал
- Едж — гітара, бек-вокал
- Адам Клейтон — бас гітара
- Ларрі Маллен — ударні

## Чарти
| Chart                                                | Найвища позиція |
| ---------------------------------------------------- | --------------- |
| Australia (Kent Music Report)                        | 34              |
| Бельгія Belgian Albums (Ultratop Flanders)           | 56              |
| Бельгія Belgian Albums (Ultratop Wallonia)           | 47              |
| Нідерланди Dutch Albums (MegaCharts)                 | 31              |
| Німеччина German Albums (Offizielle Top 100)         | 96              |
| Ірландія Irish Albums (IRMA)                         | 17              |
| Італія Italian Albums (FIMI)                         | 35              |
| Нова Зеландія New Zealand Albums (Recorded Music NZ) | 6               |
| Іспанія Spanish Albums (PROMUSICAE)                  | 41              |
| Швеція Swedish Albums (Sverigetopplistan)            | 40              |
| UK Albums (OCC)                                      | 11              |
| US Billboard Top LPs & Tape                          | 104             |

## Сертифікації
| Регіон | Сертифікація | Продажі    |
| --- | ------------ | ---------- |
| Австралія (ARIA) | Золотий      | 35 000     |
| Франція (SNEP) | Золотий      | 100 000*   |
| Нова Зеландія (RIANZ) | Золотий      | 7500^      |
| Велика Британія (BPI) | Платиновий   | 300 000^   |
| США (RIAA) | Платиновий   | 1 000 000^ |
| *продажі, що базуються лише на сертифікаціях · ^відвантаження, що базуються лише на сертифікаціях · продажі+прослуховування, що базуються лише на сертифікаціях |              |            |